# Fraipontiet
Het mineraal fraipontiet of zinalsiet is een zink-aluminium-silicaat, een verbinding van een silicaation met aluminium, zink en een hydroxylgroep met de molecuulformule (Zn,Al)3(Si,Al)2O5(OH)4. Het is een fyllosilicaat en een serpentijn. De naam fraipontiet komt van de paleontoloog Julien Fraipont (1857-1910) en zijn zoon Charles Fraipont (1883-1946) en de naam zinalsiet van de elementen in het mineraal.
Het mineraal is lichtgroen of gelig wit tot blauw, heeft een zijdeglans en een witte streepkleur. De splijting van het mineraal is onbekend, het kristalstelsel is monoklien, het heeft een massadichtheid van 3,54 kg/l, de hardheid is 2,5 en het mineraal is niet radioactief.
Fraipontiet en zinalsiet zijn niet helemaal hetzelfde, maar zinalsiet is een variëteit die ontstaat door oxidatie en hydratatie van fraipontiet die ontsloten is. Zinalsiet is iets harder, hardheid 2,5 tot 3, en heeft een iets lagere massadichtheid van ongeveer 3 kg/l.
Het mineraal fraipontiet wordt als verweringsproduct van zink-afzettingen gevormd. De typelocatie van fraipontiet ligt op de Kelmisberg in de buurt van Moresnet in België waar het voor het eerst werd gevonden. De typelocatie van zinalsiet is in Akdzjai in de oblast Vostotsjno-Kazachstanskaja in Kazachstan.

## Websites
- Fraipontite Mineral Data.
- Zinalsite Mineral Data.
- mindat.org. Fraipontite.